# Directoraat-generaal Begroting
Het Directoraat-generaal Begroting (afkorting: DG BUDGET) is een directoraat-generaal van de Europese Commissie. Het directoraat-generaal is verantwoordelijk voor het verkrijgen van financiële middelen van het Europees Parlement en de Raad van de Europese Unie. Deze middelen zijn noodzakelijk om het beleid van de  Europese Unie te kunnen uitvoeren. Het DG werkt daarvoor nauw samen met het Europees Parlement en de Raad van Ministers. Naast de inkomenskant is het directoraat-generaal ook verantwoordelijk voor het toezicht op de uitgaven van de EU en legt het verantwoording af over zijn bestedingen. Het directoraat-generaal ziet erop toe dat de lidstaten hun jaarlijkse contributie leveren, en dat de fondsen van de Unie op een gegronde manier worden gebruikt.
Het directoraat-generaal werd vanaf 2014 geleid door Nadia María Calviño Santamaría. Omdat ze in Spanje minister van economie werd, werd ze op 1 augustus 2018 opgevolgd door de Nederlander Gert-Jan Koopman onder Günther Oettinger.

## Beleid
| Beleid                                  | Doel |
| --------------------------------------- | --- |
| Verkrijgen van financiële middelen      | De uitvoering van het Europese beleid wordt gefinancierd door contributies van de lidstaten. Het directoraat-generaal moet ervoor zorgen dat de Europese Unie wordt voorzien van de benodigde financiële middelen. |
| Beheer van de financiële middelen       | Het directoraat-generaal is verantwoordelijk voor het opstellen van de EU-begroting. Na vaststelling van de begroting houdt men toezicht op de uitvoering van de begroting.                                        |
| Opstellen van het uitgavenpatroon       | Het directoraat-generaal is verantwoordelijk voor het jaarlijkse financiële overzicht van alle EU-instellingen. |
| Opleiden van EU-ambtenaren              | Het directoraat-generaal faciliteert opleidingen en trainingen aan medewerkers van de Europese Unie om beter en effeciënter om te kunnen gaan met de financiële middelen.                                          |
| Samenwerking met de Europese Rekenkamer | Het directoraat-generaal brengt verslag uit aan de Rekenkamer en is afhankelijk van de Rekenkamer voor een positieve betrouwbaarheidsverklaring.                                                                   |

Hiernaast heeft het directoraat-generaal de volgende taken:
- Het bevorderen van gegrond gebruik van Europese financiële middelen binnen de directoraat-generalen van de Europese Unie.
- Het informeren van de Unie over de manier waarop het budget wordt besteed. De budgetbestedingen moeten een goedkeuring krijgen van de Europese Rekenkamer.
- Het maken van voorstellen aangaande de instelling, implementatie en controle van het budget.
- Het controleren dat de lidstaten hun bijdrage aan de Europese Unie betalen en dat de subsidies richting lidstaten proper worden afgehandeld.
- Het directoraat-generaal staat garant voor alle lonen van de Europese Commissie en tevens de uitgaven van de Commissie.

## Financiële middelen van de Europese Unie
De lidstaten van de Europese Unie besluiten eens in de zeven jaar hoeveel geld er de komende jaren aan de Unie wordt afgedragen. Op de bijeenkomst van de Europese Raad op 12 februari 2014 werd het zevenjarenplan 2014-2020 gefinancierd. In 2014 bedroegen de afdragen aan de Europese Unie in totaal 134,3 miljard euro.